# Lengefeld
Lengefeld este un oraș din landul Saxonia, Germania.